# Steppemammoet
De steppemammoet (Mammuthus trogontherii) is een uitgestorven slurfdier uit het geslacht van de mammoeten dat leefde tussen één miljoen en driehonderdduizend jaar geleden en zich uitstrekte over het grootste deel van Noord-Eurazië tijdens het Vroeg- en Midden-Pleistoceen, ongeveer 1,8 miljoen - 200.000 jaar geleden. Het evolueerde in Oost-Azië tijdens het Vroeg-Pleistoceen, ongeveer 1,8 miljoen jaar geleden, voordat het ongeveer 1,5 miljoen jaar geleden naar Noord-Amerika migreerde, en naar Europa tijdens de overgang van het Vroeg/Midden-Pleistoceen, ongeveer 1 tot 0,7 miljoen jaar geleden. Het was de voorouder van de wolharige mammoet en de Amerikaanse mammoet uit het Laat-Pleistoceen. Populaties van steppemammoeten hebben mogelijk tot 33.000 jaar geleden in Noord-China en Mongolië geleefd.
Het was met een maximale schofthoogte van 450 centimeter de grootste vertegenwoordiger van dit geslacht die ooit geleefd heeft. Deze soort is vermoedelijk een overgangsvorm tussen de oudere zuidelijke olifant (Mammuthus meridionalis) en de jongere wolharige mammoet (Mammuthus primigenius).
Een van de volledigste skeletten van een steppemammoet werd in 1996 in het Servische Kikinda gevonden. Dit betrof een koe met een schofthoogte van 3,7 m en 3,5 meter lange slagtanden. Het lichaamsgewicht van deze mammoet wordt op zeven ton geschat. Stieren konden nog groter worden, en met grotere slagtanden zijn uitgerust.
In 2009 werd in de bruinkoolmijn in de Servische stad Kostolac, in de onmiddellijke nabijheid van de archeologische opgravingen van de oude Romeinse grensstad Viminatium, het bijna intacte skelet van een mannelijke steppemammoet ontdekt, die gereconstrueerd bijna 4 meter hoog was en naar schatting 9,4 tot 9,7 ton moet hebben gewogen. Het skelet wordt er sinds 2014 in een ondergronds museum tentoongesteld. Het enige opgestelde skelet in Duitsland bevindt zich in de tentoonstelling in het Spengler Museum in Sangerhausen. De olifant van Hoboken uit het Museum voor Natuurwetenschappen (nu niet meer tentoongesteld) is vermoedelijk ook een steppemammoet.

## Beschrijving
Met individuen die niet zelden 4 meter hoog bereikten bij de schouders, was Mammuthus trogontherii aanzienlijk groter dan de huidige olifanten. Een skelet in het Azov-museum bereikt tot 4,5 meter bij de schouder, hoewel dit cijfer misschien wordt overschat omdat de wervels tussen de uiteinden van de schouderbladen zijn geplaatst. Een grotendeels compleet exemplaar (Zhalainuoer III) uit Binnen-Mongolië, China, had naar schatting een schouderhoogte van ongeveer 3,69 meter, gemeten aan de bovenkant van het schouderblad, wat neerkomt op een schouderhoogte van 3,89 meter, met een lichaamsgewicht geschat via volumetrische analyse op 10,4 ton. Een ander individu vertegenwoordigd door een enkel gigantisch opperarmbeen van 1,46 meter lang en een bijbehorend bekken, gevonden in Mosbach Sande, Duitsland, had naar schatting een schouderhoogte van 4,5 meter en een gewicht van 14,3 ton via regressieanalyse.
De schedel was hoog gewelfd en kort, met gedraaide slagtanden. De onderkaak was kort en diep. Het aantal lamellen op de derde kiezen is ongeveer 18 tot 22, aanzienlijk lager dan het aantal dat typisch aanwezig is in Mammuthus primigenius (hoewel sommige Europese exemplaren van Mammuthus primigenius tellingen hebben die overlappen met die van Mammuthus trogontherii). Het lichaam heeft ongeveer negentien borstwervels en vijf of zes sacrale wervels, waarbij de eerste paar borstwervels lange doornuitsteeksels hebben.
Gesequentieerde genomen suggereren dat exemplaren van Mammuthus trogontherii uit het Vroeg-Pleistoceen van Siberië, ongeveer 1 miljoen jaar oud, al veel van de genetische veranderingen hadden ontwikkeld waarvan werd aangenomen dat ze verantwoordelijk waren voor eigenschappen die aanpassingen waren voor het leven in koude omgevingen die kenmerkend zijn voor wolharige mammoeten. Vanwege het koude klimaat waarin het leefde en de korte staart, wordt aangenomen dat Mammuthus trogontherii een vacht droeg, die waarschijnlijk iets dunner was dan die van de wolharige mammoet.

## Taxonomie
Er was historisch gezien verwarring over de juiste wetenschappelijke naam voor de steppemammoet, ofwel Mammuthus armeniacus (Falconer 1857) of Mammuthus trogontherii (Pohlig 1885). Falconer gebruikte materiaal uit Aziatische bronnen terwijl Pohlig werkte met fossiele overblijfselen uit Europa en beide namen verschijnen in wetenschappelijke publicaties, wat de verwarring vergroot. Een eerste taxonomische revisie werd gedaan door Maglio (1973), die besloot dat beide namen synoniemen waren, waarbij armeniacus de oudste was, vandaar de voorkeursnaam. In Shoshani & Tassy (1996) werd echter besloten dat de beschrijving van Pohlig doorslaggevend was, en bijgevolg is de juiste naam voor de steppemammoet Mammuthus trogontherii. Het is onduidelijk of beide vormen inderdaad identiek zijn en auteurs hebben de neiging om de naam Mammuthus trogontherii te gebruiken voor Europees materiaal en Mammuthus armeniacus voor Aziatische overblijfselen.
Er zijn verschillende Japanse mammoetvariëteiten uit het Vroeg-Pleistoceen benoemd, maar nu wordt aangenomen dat ze allemaal synoniemen zijn van Mammuthus trogontherii.
De wetenschappelijke naam van de soort werd in 1885 door Hans Pohlig gepubliceerd. Een uitgebreidere beschrijving volgde in 1889 en 1892.

### Genetica
Er is DNA afgeleid van twee Siberische mammoetkiezen (die te oordelen naar morfologie behoren tot de steppemammoet); met een leeftijd van meer dan een miljoen jaar is dit het oudste oude DNA dat ooit is teruggevonden. De twee teruggevonden genomen behoren tot afzonderlijke en verschillende lijnen: de ene is de voorouder van de wolharige mammoet, de andere is een voorheen onbekende lijn. De laatste lijn vermengde zich minstens 420.000 jaar geleden met wolharige mammoeten, waardoor de Amerikaanse mammoet ontstond.

## Evolutie
Er wordt verondersteld dat Mammuthus trogontherii is afgeleid van Mammuthus meridionalis. De oudste gegevens van Mammuthus trogontherii zijn bekend uit China, ongeveer 1,8-2 miljoen jaar geleden, uit de Nihewan-formatie bij Majuangou, Hebei. Steppemammoeten arriveerden ongeveer 1,5-1,3 miljoen jaar geleden in Noord-Amerika in Beringia, waar de Amerikaanse mammoet ontstond (eerder werd gedacht dat de voorouder Mammuthus meridionalis was, maar dit was te wijten aan een verkeerde interpretatie van gebitsslijtagepatronen). Steppemammoeten vervingen Mammuthus meridionalis tussen 1 en 0,7 miljoen jaar geleden in Europa, in een complex diachroon mozaïekpatroon. Europese populaties van Mammuthus trogontherii vertoonden een aanhoudende verkleining tegen het einde van het Midden-Pleistoceen. Een populatie van Mammuthus trogontherii in Noordoost-Siberië ontwikkelde na 0,8 miljoen jaar een hoger aantal tandplaten en bereikte 400.000 jaar geleden de morfologie van Mammuthus primigenius (wollige mammoet). Mammoeten met molaire morfologie van het Mammuthus primigenius-type verdrongen die van het Mammuthus trogontherii-type in Europa in de loop van het late Midden-Pleistoceen, dat 200.000 jaar geleden grotendeels voltooid was (~ MIS 7/6 grens) in een langdurig, zeer complex patroon dat waarschijnlijk regionale migratie en introgressie weerspiegelt. Relict-populaties van Mammuthus trogontherii hebben mogelijk standgehouden in Mongolië en Noord-China tot ver in de laatste ijstijd, met tanden van Mammuthus trogontherii-achtige morfologie in Shanxi die dateren van 33.858–24.857 jaar BP en Binnen-Mongolië tot circa 33.700 jaar voor heden.